# Roche-et-Raucourt
Roche-et-Raucourt är en kommun i departementet Haute-Saône i regionen Bourgogne-Franche-Comté i östra Frankrike. Kommunen ligger i kantonen Dampierre-sur-Salon som tillhör arrondissementet Vesoul. År 2022 hade Roche-et-Raucourt 154 invånare.

## Befolkningsutveckling
Antalet invånare i kommunen Roche-et-Raucourt
| Referens: INSEE |